# ريكاردو ميدينا فيرو
ريكاردو ميدينا فيرو هو سياسي مكسيكي، ولد في 5 أغسطس 1975 في مكسيكالي في المكسيك. نشط حزبياً في الحزب الثوري المؤسساتي. وقد انتخب عضو مجلس النواب المكسيك ‏.